# Dalmau VIII de Rocabertí
Dalmau VIII de Rocabertí i Ferrandis d'Híxar, fou vescomte de Rocabertí i de Peralada des de 1403 a 1454. Fill del vescomte Jofre VI de Rocabertí i de Isabel Ferrandis d'Híxar i de Mexía. Era molt jove quan va morir el seu pare i d'aquesta manera es va estalviar tot el procés successori a la mort de Martí l'Humà. En el Parlament de Peralada de 1410 foren els seus cosins els Rocabertí de Cabrenys, Guerau Galceran de Rocabertí i Guillem Hug de Rocabertí qui el representaren, ja que n'eren els tutors; tots foren en un principi urgellistes, però quan s'entronà la nova dinastia Trastàmara no tingueren cap problema en acceptar-la.
El 1420 participà en l'expedició que sortí del port dels Alfacs sota el comandament d'Alfons el Magnànim i que es dirigia a Sardenya i Còrsega, on participà la flor i nata de la noblesa catalana. També fou l'encarregat d'acomiadar el rei el 1424 quan aquest marxà el primer cop a Nàpols. El 1432 fou ell mateix, com a patró d'una galera, qui participà en una armada que atacà l'illa de Gerba. Amb tot, aquests serveis militars al rei, no tenien el seu referent a les corts, on sempre es mostrà oposat als designis reials, com la majoria de la noblesa, fet que li provocà fins i tot la presó en les corts de 1447.
El 1416, un cop morta la seva tia Joana de Rocabertí, el rei Alfons li atorgà el castell de Requesens, la vila rossellonesa de Vinçà i la baronia de Verges, per tal de renunciar a l'herència del comtat d'Empúries que segons disposició testamentària havia d'anar a parar als Rocabertí.

## Núpcies i descendència
Dalmau es casà tres vegades: 
- El 1416 amb Beatriu de Montcada, baronessa d'Anglesola i filla de Guillem Ramon de Montcada i de Luna, baró d'Aitona, va tenir els següents fills:
  - Jofre VII de Rocabertí, el seu hereu.
  - Dalmau Climent de Rocabertí, abat de Bellcaire.
  - Rafaela de Rocabertí i de Montcada.

- Vers 1430, amb Blanca de Cruïlles, dels Cruïlles de Llagostera. Amb els següents fills:
  - Martí Joan de Rocabertí, baró de Verges.
  - Elisabet, monja de Jonqueres.
  - Beatriu

- Esclarmonda de Fenollet